# Kokain (film)
Kokain (v anglickém originále Blow) je americký kriminální film z roku 2001. Režisérem filmu je Ted Demme. Hlavní role ve filmu ztvárnili Johnny Depp, Penélope Cruz, Franka Potente, Rachel Griffiths a Paul Reubens. Film byl natočen podle osudu skutečného pašeráka kokainu George Junga.

## Obsazení
| Johnny Depp       | George Jung            |
| Penélope Cruz     | Mirtha Jung            |
| Franka Potente    | Barbara Buckley        |
| Rachel Griffiths  | Ermine Jung            |
| Paul Reubens      | Derek Foreal           |
| Jesse James       | mladý George           |
| Jordi Molla       | Diego Delgado          |
| Cliff Curtis      | Pablo Escobar          |
| Max Perlich       | Kevin Dulli            |
| Miguel Sandoval   | Augusto Oliveras       |
| Ethan Suplee      | Tuna                   |
| Ray Liotta        | Frederick Jung         |
| Kevin Gage        | Leon Minghella         |
| Bobcat Goldthwait | Mr. T                  |
| Emma Robertsová   | Kristina Sunshine Jung |
| Jaime King        | starší Kristina        |